# Microchilus fosteri
Microchilus fosteri är en orkidéart som beskrevs av Paul Ormerod. Microchilus fosteri ingår i släktet Microchilus och familjen orkidéer. Inga underarter finns listade i Catalogue of Life.